# 广州市育才中学
广州市育才中学位于中国广州市越秀区，是中国人民解放军占领广州后中国共产党和广州市人民政府在广州市创办的第一所学校。
学校创办于1951年，前身是广东省育才学校，1953年与中共中央华南分局干部子弟学校合并，校名仍为广东省育才学校，校址迁往石牌（现华师附中）；1954年迁址至福今路；1959年学校更名为梅花村中学；1961年再易名为华南师范学院实验学校；1968年秋天更名为广州市第六十二中学；1978年小学部与中学部分离，小学部为梅花村小学；1995年学校更名为广州市育才中学；2001年在二沙岛创办广州市育才实验学校；2002年与广州市第四十八中学合并，统一冠名为广州市育才中学，分东、西两个校区。东校区是初中部，西校区是高中部，校园总面积3万多平方米。截至2024年2月，学校在校学生总数4000多人，专任教师258名。

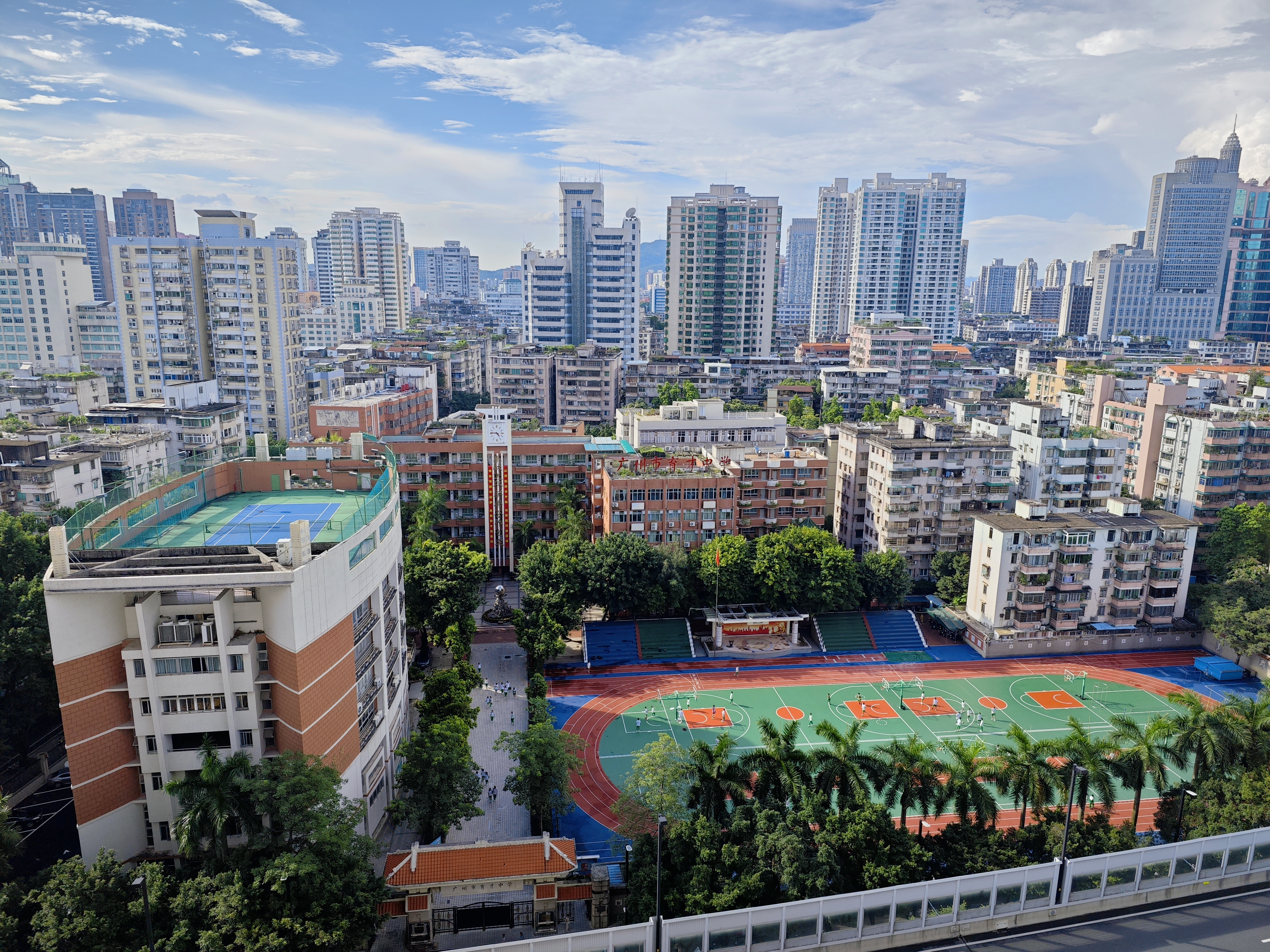
俯瞰广州市育才中学高中部（西校区）